# 5403 Takachiho
Az 5403 Takachiho (ideiglenes jelöléssel 1990 DM) a Naprendszer kisbolygóövében található aszteroida. Kusida Josio és Inoue Maszaru fedezte fel 1990. február 20-án.